# Catenella
Catenella é um género de algas vermelhas pertencentes à família Caulacanthaceae.
O género tem uma distribuição quase cosmopolita.
Espécies:
- Catenella caespitosa (With.) L.M.Irvine
- Catenella impudica (Mont.) J.Agardh